# Concepción Batres
Concepción Batres è un comune del dipartimento di Usulután, in El Salvador.